# Sofia Dorotea av Holstein
Dorotea Sofia av Schleswig-Holstein-Sonderburg-Glücksburg, född 1636, död 1689, var kurfurstinna av Brandenburg 1668–1688.

## Biografi
Sofia Dorotea var dotter till Filip, hertig av Schleswig-Holstein-Sonderburg-Glücksburg och Sophia Hedwig av Sachsen-Lauenburg. Hon gifte sig 1653 med hertig Christian Ludwig av Braunschweig-Lüneburg. Hon blev änka 1665 varpå hon efter tre år (1668) ingick sitt andra äktenskap, denna gång med Fredrik Vilhelm I av Brandenburg. 

### Kurfurstinna
Det år 1668 ingångna äktenskapet med kurfurst Fredrik Vilhelm I av Brandenburg var både hennes eget och kurfurstens äktenskap nr. 2. Fredrik Vilhelm I hade arrangerat äktenskapet för att ersätta sin första maka och ge sina barn en modersfigur, och han bedömde att en änka i närmare hans egen ålder skulle kunna fylla den rollen bättre än att följa sedvänjan och välja en ung ogift prinsessa.
Sofia Dorotea beskrivs som attraktiv till det yttre men har fått ett dåligt eftermäle, då hon som person har beskrivits som girig, ambitiös och intrigant. Hennes företrädare hade varit mycket populär och det fanns ett ogillande kring att hon blivit ersatt. Sofia Dorotea var inte omtyckt av sina styvbarn, men beskrivs som en tillgiven mor till sina egna barn, som hon ska ha närt höga ambitioner för och intrigerat till förmån för.
Sofia Dorotea motsatte sig äktenskapet mellan sin styvson kronprins Fredrik och Sofia Charlotta av Hannover 1684. Under Sofia Charlottas första förlossning 1686 ska hon ha legat bakom avslaget för Sofia Charlottas önskan att föda hemma hos sin mor, vilket resulterade i att Sofia Charlotta rymde och födde barnet längs vägen. Hon ryktades år 1687 ha förgiftat sin svåger Ludvig för att bereda väg för sin biologiska son Filip Vilhelm av Brandenburg-Schwedt, och 1688 ryktades hon också ha förgiftat sin make. Troligen var detta bara förtal, men det illustrerade hennes impopularitet.
Sofia Dorotea utövade stort inflytande över Fredrik Vilhelm I, som varit van vid att ha sin första maka som rådgivare, ett inflytande som växte under hans sista år, och Fredrik den store ska en gång ha sagt om Fredrik Vilhelm I att han saknade svagheter "förutom för vin och sin fru".
Sofia Dorotea fick ett lustslott av sin make som privat residens, som senare gavs till hennes efterträdare och då kom att bli Charlottenburgs slott. Hon bebyggde jordlotten med ett hotell och ett vin- och ölhus, vilket upprörde konkurrenterna i Berlin. Hon förvärvade Brandenburg-Schwedt 1670. Från 1676 ägde hon ett eget infanteriregemente. Två fregatter i den kurbrandenburgska flottan bar mellan 1678 och 1692 efter henne namnet Dorothea.
År 1688 avled maken och efterträddes av hennes styvson. Sofia Dorotea behandlades med respekt och arrangerade sina döttrars äktenskap. Hon själv avled året därpå.

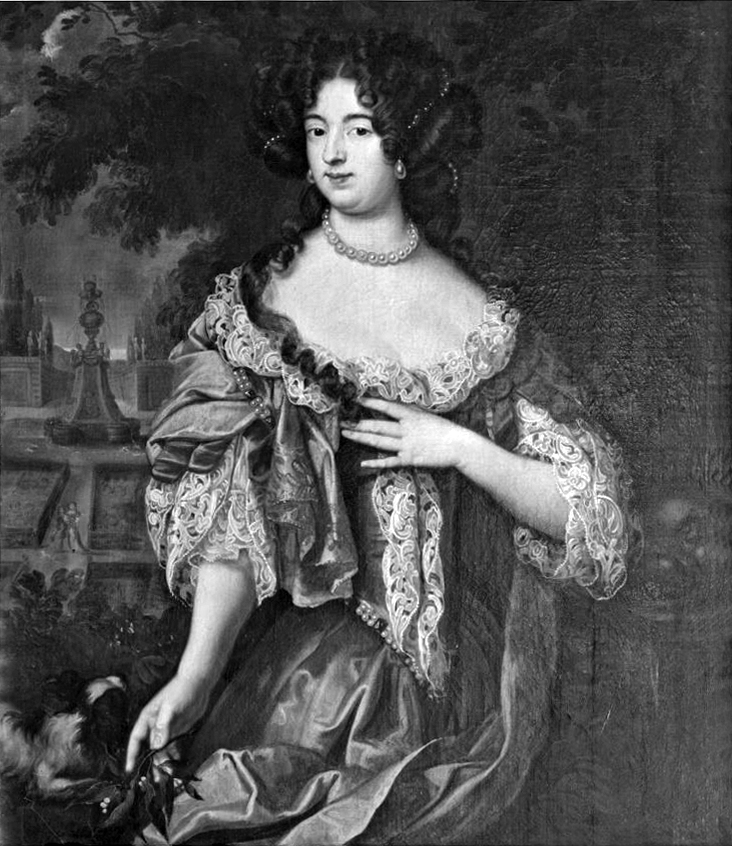
Sofia Dorotea av Holstein

## Eftermäle
Stadsdelen Dorotheenstadt och gatan Dorotheenstrasse i Berlin är namngivna efter henne.